# Sviatoslav Shevchuk
Sviatoslav Shevchuk (Stryi, URSS, 5 de maio de 1970) é o metropolita da Igreja Greco-Católica Ucraniana e Arcebispo maior de Kiev-Halyč desde 25 de março de 2011.

## Sacerdócio
Shevchuk foi ordenado sacerdote em 26 de junho de 1994. Foi aluno da Pontifícia Universidade de São Tomás de Aquino Angelicum, onde obteve um doutorado em teologia em 1999. Depois de completar seu treinamento teológico, Shevchuk serviu como reitor do seminário de Lviv.
De 2002 a 2005, trabalhou como chefe do secretariado do arcebispo maior e cardeal Lubomyr Husar.

## Episcopado
Shevchuk foi nomeado bispo auxiliar da Eparquia de Santa María del Patrocinio em Buenos Aires em 14 de janeiro de 2009 e consagrado como bispo-titular de Castra Galbæ, na Catedral de São Jorge de Lviv por Ihor Vozniak, arquieparca de Lviv, auxiliado por Miguel Mykycej, eparca de Santa María del Patrocinio em Buenos Aires e por Julian Voronovsky, eparca de Sambir-Drohobyč, em 7 de abril de 2009. Em 10 de abril de 2010, foi nomeado administrador apostólico da mesma diocese após a aposentadoria do eparca Miguel Mykycej.

## Metropolita
Em 23 de março de 2011, Shevchuk foi eleito Metropolita da Igreja Greco-Católica Ucraniana pelo Sínodo Eleitoral reunido em Kiev em substituição de Lubomyr Husar, que havia se aposentado por motivos de saúde. O Papa Bento XVI confirmou sua seleção em 25 de março de 2011.

### Entronização

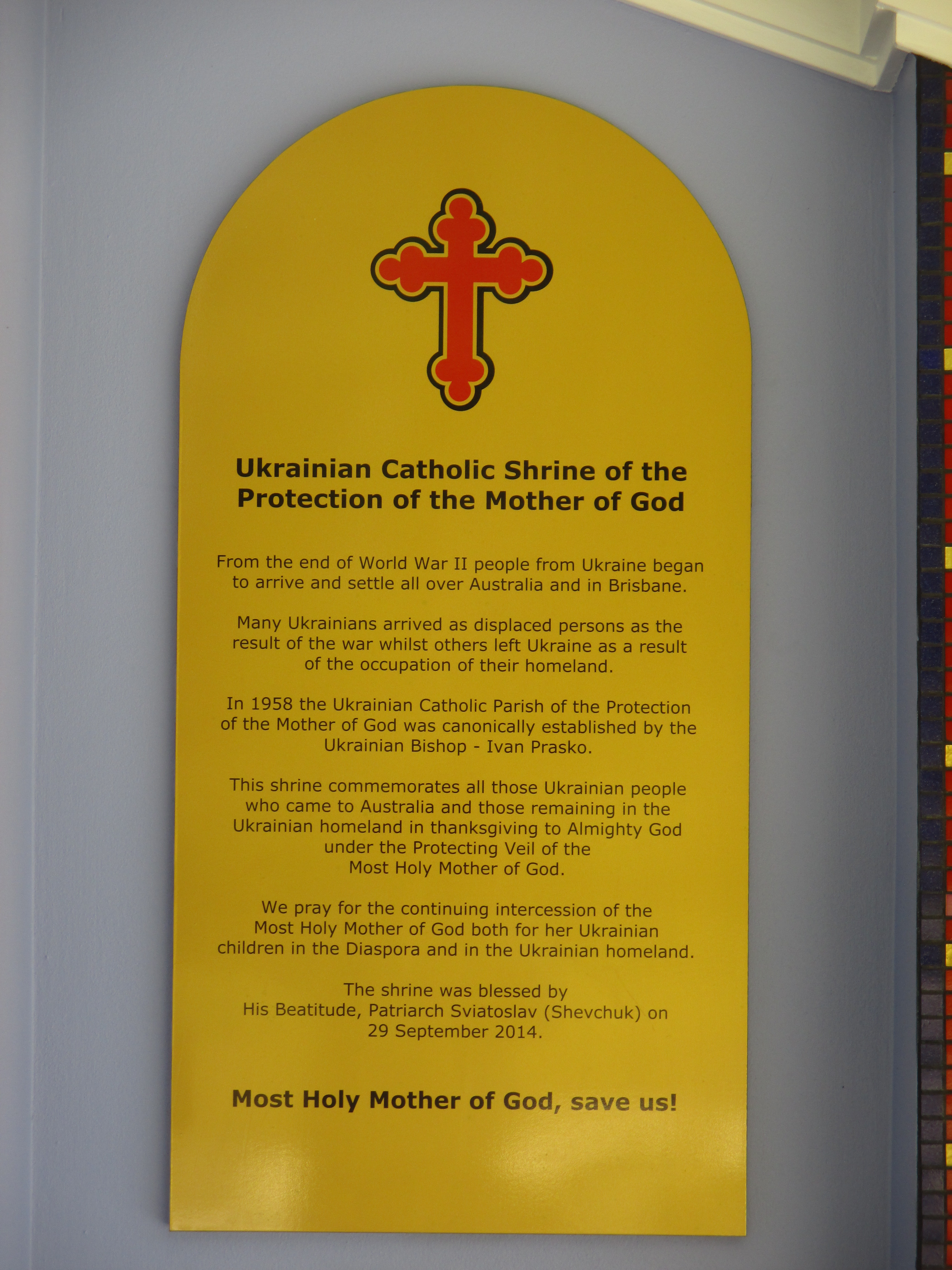
Placa exibindo o título de Patriarca Sviatoslav, usado pelos católicos ucranianos.

Shevchuk foi entronizado como Arcebispo maior em 27 de março de 2011 na nova igreja mãe da Igreja Greco-Católica Ucraniana, a Catedral Patriarcal da Ressurreição de Cristo em Kiev, que ainda estava em construção na época. Ele foi o primeiro primaz a ser entronizado em Kiev em 400 anos.
Representantes dos três principais ramos da Ortodoxia Oriental da Ucrânia estiveram presentes em sua entronização, incluindo o metropolita da Igreja Ortodoxa Autocéfala da Ucrânia, Metódio, o metropolita da Igreja Ortodoxa Ucraniana Volodymyr Sabodan e o Bispo Yevstratiy, representante do Patriarcado de Kiev.

### Atividade

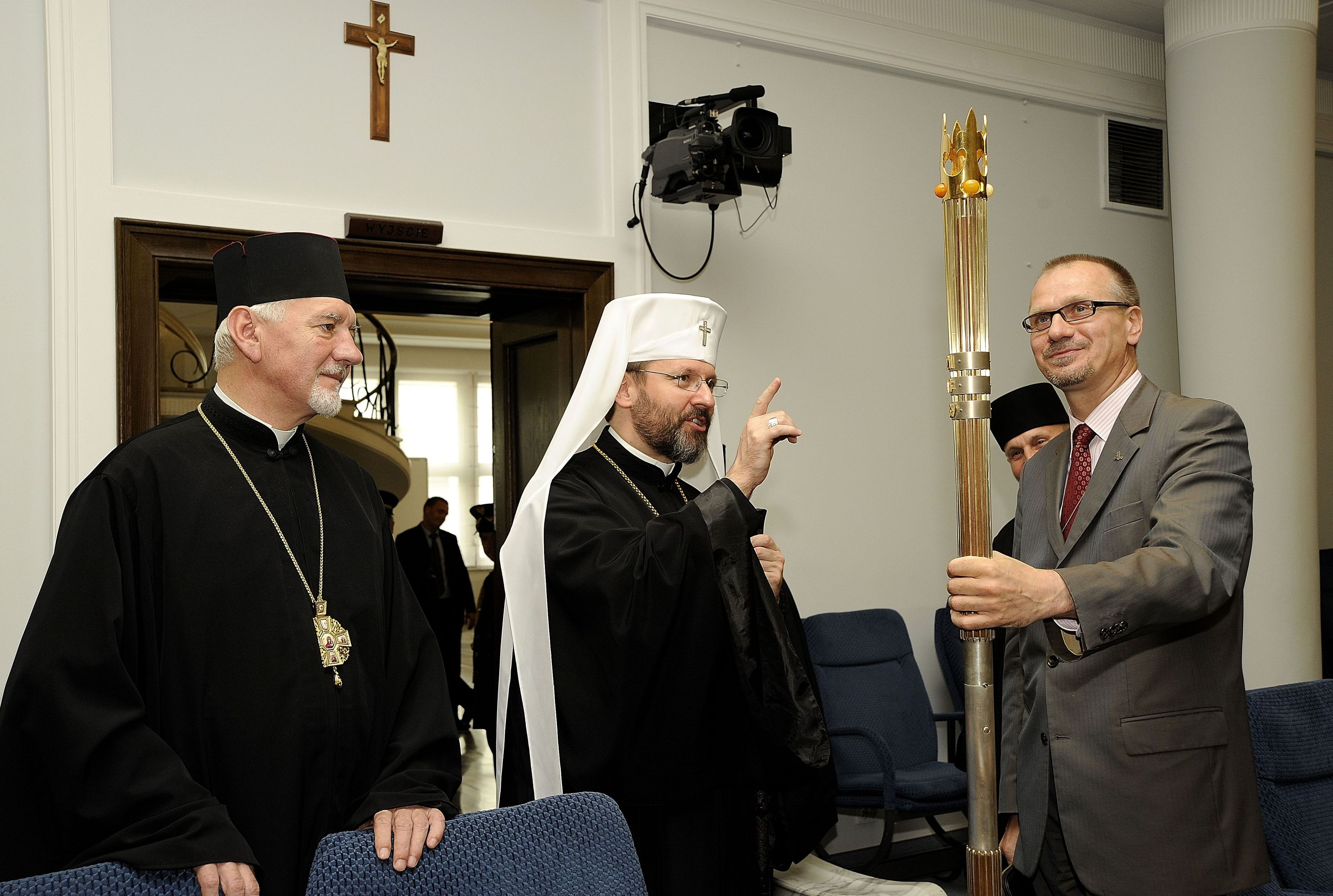
Sviatoslav no Senado Polonês

Em 29 de março de 2011, Shevchuk realizou uma visita ad limina ao Papa Bento XVI, e na véspera da viagem afirmou: "Estou partindo com meus bispos e todos os metropolitas de nossa igreja para Roma, porque é nosso dever fazer uma visita de cortesia ao Santo Padre (ou seja, o Papa)", disse ele em uma conferência de imprensa em Kiev. Shevchuk disse que o Sínodo dos Bispos da Igreja Greco-Católica Ucraniana preparou uma série de propostas para o Papa. "Vamos realmente contar como nossa igreja está se desenvolvendo e que cada igreja em desenvolvimento [se torna] um patriarcado, porque um patriarcado é um período na conclusão do desenvolvimento de uma igreja", disse ele.
O cardeal Josyp Slipyj na década de 1960 já fez uma petição para o título patriarcal. Em vez disso, o Papa Paulo VI respondeu outorgando a categoria de "Arcebispo Maior", que concede todas as prerrogativas de um patriarca oriental ao chefe de uma igreja autônoma em plena comunhão, mas sem o título em si. Em 12 de junho de 2012, Shevchuk foi nomeado membro do Pontifício Conselho para a Promoção da Unidade dos Cristãos.
Quando questionado em abril de 2011 se ele gostaria de encontrar o Patriarca Ortodoxo Russo Cirilo, Shevchuk disse que "(...)gostaria muito de visitá-lo e ter um encontro pessoal com ele. Estou convencido de que, na comunicação pacífica e aberta uns com os outros, podemos aliviar qualquer tensão... Acho que hoje devemos curar as feridas em vez de irritá-las e aprofundá-las. Só se pode curar as feridas da nossa memória com o perdão mútuo. Portanto, como para qualquer um de nossos irmãos ou vizinhos que feriram nós ou por quem fomos feridos, a melhor forma de comunicar é abrir-se ao diálogo fraterno, abrir-se à purificação da nossa memória, pedir perdão e perdoar".
Em sua visita ad limina ao Papa Francisco em fevereiro de 2015, convidou-o para visitar a Ucrânia e ver como está a Guerra Civil no Leste da Ucrânia
Realizou ainda outros encontros com o Papa Francisco, em 5 de julho e em 2 de setembro de 2019 e em 29 de fevereiro de 2020.